# Le quattro volte
Le quattro volte è un film del 2010 scritto e diretto da Michelangelo Frammartino.
È stato presentato nella Quinzaine des Réalisateurs del Festival di Cannes 2010.

## Trama
Gli ultimi giorni di un anziano pastore che porta il suo gregge di capre in montagna ogni giorno, cura la sua tosse con polvere raccolta in chiesa e scalda la sua cucina con un braciere. Dopo la morte del pastore un capretto nato dal suo ex gregge si perde in montagna dal resto degli animali e dopo aver vagato per giorni per i boschi muore sotto un abete. Con il ritorno dell'estate lo stesso albero viene scelto per essere abbattuto, ridotto ad altissimo palo e portato in paese per un rito tradizionale durante una festa di paese. Finita la festa l'albero viene tagliato a pezzi e finisce nella catasta di legna che i carbonai trasformano in carbonella.
I carbonai arrivano come ogni anno in paese a vendere i sacchi di carbonella ma stavolta alla porta del pastore busseranno invano.

## Produzione
Il film è stato girato in Calabria, in tre località differenti: Alessandria del Carretto (CS), Caulonia (RC) e Serra San Bruno (VV).

## Riconoscimenti
- Annecy cinéma italien 2010: Grand Prix
- Nastri d'argento 2010: Nastro d'argento speciale[2]
- 2011 - Ciak d'oro

Ciak d'oro per la migliore fotografia.
Ciak d'oro per il migliore produttore.
Ciak d'oro per il migliore sonoro in presa diretta a Paolo Benvenuti e Simone Paolo Olivero
- Palm Dog Award: premio speciale della giuria al cane Vuk [4]
- Premi Bif&st 2011 [5]
  - Premio Franco Cristaldi per il miglior film
  - Premio Roberto Perpignani per il miglior montatore (Benni Atria e Maurizio Grillo)
- Bobbio Film Festival 2010
  - Premio "Gobbo d'oro" al Miglior Film
- Sulmonacinema Film Festival 2010: Miglior film
- Reykjavík International Film Festival 2010: Miglior film (Golden Puffin)

Il film ha ricevuto anche tre candidature ai David di Donatello 2011, per il miglior regista, il miglior produttore e il miglior fonico di presa diretta.